# Phyllophaga mandevillea
Phyllophaga mandevillea är en skalbaggsart som beskrevs av Saylor 1940. Phyllophaga mandevillea ingår i släktet Phyllophaga och familjen Melolonthidae. Inga underarter finns listade i Catalogue of Life.